# Schilferige dekschelp
De schilferige dekschelp (Heteranomia squamula) is een tweekleppigensoort uit de familie van de Anomiidae. De wetenschappelijke naam van de soort werd in 1758 voor het eerst geldig gepubliceerd door Carl Linnaeus als Anomia squamula.

## Beschrijving
De onregelmatig gevormde schelp van de schilferige dekschelp is zeer dun en delicaat. De schelp, tot 20 mm lang maar meestal veel minder, heeft een gebroken witte kleur (van lichtgeel tot roze). De binnenkant heeft een parelmoerachtige glans. De platte rechterklep heeft een klein gat waar een verkalkte steel doorheen steekt, die gevormd is door de byssusklier afgescheiden byssusdraden. Hiermee zit de schelp vastgehecht aan de ondergrond.

## Verspreiding
Het verspreidingsgebied van de schilferige dekschelp variërend van Arctische wateren naar het zuiden tot de Golf van Biskaje. De soort geldt als vrij algemeen voorkomend langs de hele zuidoostelijke Noordzeekust. In Nederlandse wateren echter slechts zelden aangetroffen in het litoraal en sublitoraal van het nabije kustgebied, vaak op piertjes, golfbrekers en dergelijke.